# Profolk
Der Verein Profolk e.V. (Eigenschreibweise PROFOLK) ist eine gemeinnützige und selbstständige Organisation zur Wahrung der Interessen von Personen, Vereinen und Organisationen in den Sparten Lied, Folk und Weltmusik. Er arbeitet grundsätzlich ehrenamtlich mit freiwilligen Helfern. Der Verein verfolgt ausschließlich und unmittelbar gemeinnützige Zwecke. Er ist im Vereinsregister Berlin-Charlottenburg eingetragen.
Gegründet wurde Profolk am 25. November 1984 in Göttingen. Seit damals ist es das Hauptziel des Vereins, die Interessen für Folk und Weltmusik gegenüber der Politik, Wirtschaft und Gesellschaft zu vertreten. Profolk ist der einzige Bundesverband Deutschlands für dieses Genre und Mitglied im Deutschen Musikrat. Der Verein agiert weltweit.

## Mitglieder
Zu den Mitgliedern des Verein zählen Vereine und Kulturinitiativen, einzelne Musiker und Bands, Agenturen, Instrumentenbauer, Journalisten und Rundfunkredakteure, Musiklabels und Verlage sowie Veranstalter.

## Aufgaben und Ziele
Hauptaufgabe des Vereins ist die Schaffung besserer Rahmenbedingungen für die Folk- und Weltmusik. Durch ständigen Austausch mit der Politik, Wirtschaft und dem Deutschen Musikrat wird dieses Genre in Deutschland etabliert und unterstützt. Der Verein unterstützt ferner bei der Organisation und Durchführung von Konzerten, Workshops und ähnlichen Aktivitäten. Ziel ist es auch, die musikalische, kulturelle und menschliche Vielfalt voranzutreiben.

## Historie und Aktivitäten
Der Verein wurde gegründet von Jürgen Schmitz von der Folkinitiative Bremen, Gerd Wagner vom Marburg(Folkclub Marburg), Manfred Malzahn vom Folkclub Iserlohn, Reiner Bruchhaus von der Folk-Initiative Bergneustadt (Gummersbach), Almut Kückelhaus, vom Folkclub Siegen (Altena) und Harald Schmidt von den Folkfreunden Niederrhein, Duisburg.
Den Vorsitz hatten, haben
| Zeitraum               | 1. Vorsitzende*r                                    |
| ---------------------- | --------------------------------------------------- |
| 1984–1985              | Jürgen Schmitz, Bremen                              |
| 1985–1988              | Gerd Wagner, Marburg                                |
| 1988–1995              | Jens-Peter Müller, Grasberg                         |
| 1995–2000              | Michael Kleff, Bonn                                 |
| 2000–2004              | Heidi Zink, München                                 |
| 2004–2008              | Dieter Wasilke, Venne                               |
| 2008–2022 seit 03/2023 | Maik Wolter, Berlin/Liebenwalde Peggy Luck, Leipzig |

Profolk ist Mitbegründer des internationalen Tanz & Folkfestes Rudolstadt. Profolk präsentiert die von ihm vertretene Musikszene auf nationalen und internationalen Fachmessen und Festivals wie dem Windros Festival in Schwerin, den Liedertagen Boltenhagen, dem Festival „Musik und Politik“ in Berlin, dem Nürnberger Bardentreffen, dem Liederfest Hoyschrecke in Hoyerswerda, der WOMEX (World Music Expo)- internationale Messe in diversen Ländern Europas, dem Art & Ethno Forum „Without Borders“ in Balchik/Bulgarien und der Showcase in Schottland. Der Verein nimmt teil an der Folk Alliance International (FAI) im Februar 2019 in Montreal/Kanada

## Historie Profolk  / „Deutscher Folk Förderpreis“
Seit dem Jahr 1991 findet auf Mitinitiative des Profolk e.V. das jährliche Tanz & Folkfest Rudolstadt, auch Rudolstadt-Festival genannt, statt. Die Anfänge des Rudolstadt-Festivals reichen zurück bis 1955. Damals wurde in Rudolstadt das „1. Fest des deutschen Volkstanzes“ veranstaltet, das sich zu einem DDR-Tanz- und Folklorefest unter starker osteuropäischer Beteiligung entwickelte. 1991 dann der Neustart mit völlig anderem Konzept: Zunächst als Forum für die klassische Folkszene gedacht, etablierte sich das Ereignis bald als Weltmusik-Festival von internationalem Renommee. Bei diesem Festival wurde in den Jahren 1992 bis 2001 der Deutsche Folk Förderpreis (DFF) vergeben. Ausgelobt wurden diese Preise jeweils von Tanz & Folkfest Rudolstadt, PROFOLK e.V., Folk-MICHEL und dem MDR. Ab dem Jahr 2002 bis dato wurde dieser Preis in „Ruth  – Der deutsche Weltmusikpreis“ umbenannt. Die Gewinner der jeweiligen Preise wie folgt:

### Preisträger DFF
- 1992: 1. Baba Jam Band (Bochum);  2. Hagelschlag und Elfenreigen (Berlin); 3. Noks (Münster)
- 1993: 1. Hölderlin Express (Tübingen): 2. Nure (Berlin); 3. Bremer Straßenmusikorkäster (Bremen)
- 1994: 1. Johannes & Andreas Uhlmann (Leipzig);  2. Werner Vonberg (Heidelberg); 3. Thalassa (Würselen)
- 1955: 1. Grenzgänger (Bremen); 2. Suzanna & Dzelem (Berlin); 3. Trio Modal (Köln)
- 1996: 1. O. Felix (Duisburg); 2. Passepartout (Ludwigshafen); 3.  Hora Colora (Berlin)
- 1997: 1.  Schlüsselbund (Neustrelitz); 2. Aquabella (Berlin); 3. Schnaftl Ufftschik (Berlin)
- 1998: 1. Kerberbrothers Alpenfusion (Stiefenhofen/Bayern); 2. Micha Dümpelmann (Stegen-Eschbach); 3. Rolling Drones (Breitscheidt)
- 1999: 1. Robert Zollitsch (Berlin); 2. Das blaue Einhorn (Liegau-Augustusbad); 3. Nassler & Schneider (Dresden)
- 2000: 1. Schandmaul (Olching); 2. Jan Degenhardt (Greifswald); 3. Sneppedalen (Dresden)
- 2001: 1. Toni Geiling (Halle); 2.  Iki Dünya (Oldenburg); 3. Ecco Meineke

### Preisträger Ruth
In der Zeit, in der der Preis von Profolk vergeben wurde, wurde er an die folgenden Nachwuchskünstler vergeben.
| Jahr | Deutsche Ruth                                                                                   | Globale Ruth                                                                     | Neue/Newcomer Ruth                                                                                | Ehren Ruth                             |
| ---- | ----------------------------------------------------------------------------------------------- | -------------------------------------------------------------------------------- | ------------------------------------------------------------------------------------------------- | -------------------------------------- |
| 2002 | Daniel Kempin & Dimitri Reznik(Frankfurt am Main/Köln) Estampie (München) Hundsbuam Miserablige | Di Grine Kuzine (Berlin) El Houssaine Kili (Kassel/Marokko) La Ritma (Wiesbaden) | Törnmeister (Köln) Fjp- the Folk Jazz Project (Leipzig) G. Rag y Los Hermanos Patchekos (München) | nicht vergeben                         |
| 2003 | Wenzel (Berlin)                                                                                 | Urna (München)                                                                   | Mohammad Reza Mortazavi (München)                                                                 | Trikont (München)                      |
| 2004 | Hiss (Stuttgart)                                                                                | Wu Wei (Berlin)                                                                  | Yalla Babo Express (Frankenhardt) Zoriya (Israel)                                                 | Walter Mossmann (Freiburg im Breisgau) |
| 2005 | Biermösl Blosn (Ascholding)                                                                     | Rabih Abou-Kalil (München)                                                       | Malbrook (Berlin) Nomad Sound System (Berlin) Tango Crash (Grafrath)                              | Jan Reichow (Köln)                     |

Ab dem Jahr 2006 zog sich PROFOLK e.V. als Auslober aus dem Weltmusikpreis RUTH zurück, da sich die Vergabe der Preise nicht mehr auf Nachwuchskünstler beschränkte und sich dies nicht mit der Satzung des Vereins vereinbaren ließ.

## Diskografie
Die vom Verein produzierten CDs:
- 1997 - Its Only Kraut...But I Like It (RUM Records-Löwenzahn)
- 1998 - Prime Cuts (RUM Records-Löwenzahn)
- 1999 - Test the Best - Folk, Song & World Music In Germany (RUM Records-Löwenzahn)
- 2014 - Walzer-Schottisch-Poloness (bcb-Records Berlin)
- 2016 - Auf’s Maul geschaut (bcb-Records Berlin)